# Ngân sách đen
Ngân sách đen là ngân sách chính phủ được phân bổ cho các hoạt động ngầm hoặc tuyệt mật khác của một quốc gia. Ngân sách đen là một bản kê khai các khoảng chi tiêu và phụ phí liên quan đến nghiên cứu quân sự và hoạt động bí mật. Ngân sách đen hầu hết đều được xếp loại tuyệt mật vì lý do an ninh. Ngân sách đen có thể phức tạp đến mức khó mà tính toán nổi, nhưng tại Mỹ, theo ước tính là hơn 50 tỷ đô la mỗi năm.

## Mỹ

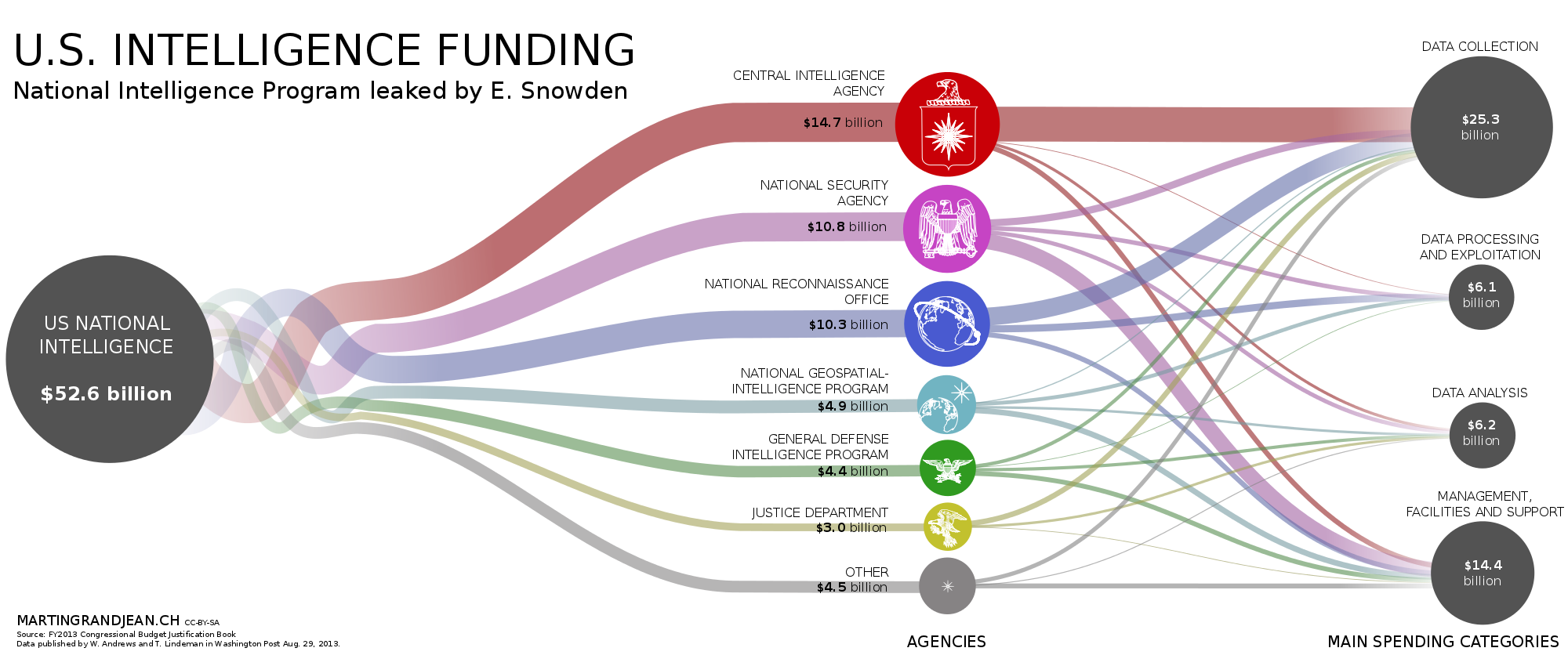
Trực quan hóa dữ liệu của ngân sách đen tình báo Mỹ (2013)

Bộ Quốc phòng Mỹ có một ngân sách đen dùng để tài trợ cho các dự án đen—những khoảng chi tiêu mà họ không muốn tiết lộ công khai. Chi phí hàng năm từ ngân sách đen của Bộ Quốc phòng Mỹ ước tính khoảng 30 tỷ đô la trong năm 2008, nhưng đã tăng lên ước tính 50 tỷ đô la trong năm 2009.
Một bài báo về ngân sách đen của tờ The Washington Post, dựa trên thông tin do Edward Snowden cung cấp, đã nêu chi tiết cách nước Mỹ phân bổ 52,8 tỷ đô la vào năm 2012 cho ngân sách đen.
Ngân sách đen vốn nổi tiếng từ việc che giấu nhiều loại dự án của các quan chức được bầu lên. Với mật danh và số liệu ẩn, các chi tiết về ngân sách đen chỉ được tiết lộ cho một số thành viên trong Quốc hội. Ngân sách này được Đạo luật An ninh Quốc gia năm 1947 phê duyệt, hình thành nên Cơ quan Tình báo Trung ương, Hội đồng An ninh Quốc gia và tái tổ chức một số căn cứ quân sự với sự giúp đỡ của Bộ Quốc phòng. Chính phủ Mỹ tuyên bố rằng số tiền được dành cho ngân sách này giúp điều tra các ngành khoa học và công nghệ tiên tiến cho các vấn đề quân sự. Loại nghiên cứu này chịu trách nhiệm tạo ra máy bay, vũ khí và vệ tinh mới.
Năm 2018, một số tờ báo cho biết chính quyền Trump đã yêu cầu 81,1 tỷ đô la cho ngân sách đen năm 2019. Lời đề nghị bao gồm 59,9 tỷ đô la cho Chương trình Tình báo Quốc gia, bao gồm các chương trình và hoạt động phi quân sự. 21,2 tỷ đô la cho Chương trình Tình báo Quân sự bao gồm các hoạt động Tình báo của Bộ Quốc phòng.  “Tổng cộng, hai khoản này cao hơn 3,4% so với yêu cầu năm tài chính 2018 và lớn nhất kể từ đó... [và đó là] công bố lớn nhất kể từ khi chính phủ bắt đầu tiết lộ yêu cầu ngân sách tình báo vào năm 2007..." theo Andrew Blake của The Washington Times.

## Nga
Theo ước tính của Viện Gaidar có trụ sở tại Moskva, khoảng 21% (3,2 nghìn tỷ rúp) ngân sách Liên bang Nga là "đen" (không được ghi thành từng khoản) vào năm 2015. Con số này tăng gấp đôi so với năm 2010. Mức tăng này trùng với sự gia tăng lớn trong ngân sách quân sự của Nga dưới thời Tổng thống Nga Vladimir Putin.